# Copelatus boukali
Copelatus boukali är en skalbaggsart som beskrevs av Lars Hendrich och Michael Balke 1998. Copelatus boukali ingår i släktet Copelatus och familjen dykare. Inga underarter finns listade i Catalogue of Life.